# 栗洞信号場
栗洞信号場（ユルトンしんごうじょう）は大韓民国慶尚北道慶州市にかつて存在した韓国鉄道公社（KORAIL）中央線の信号場。

## 歴史
- 1918年11月1日 - 西岳駅として開業。
- 1939年6月1日 - 栗洞駅に改称[1]。
- 1944年6月15日 - 廃止。
- 1967年9月1日 - 再開業。
- 1974年8月15日 - 廃止。
- 1977年3月1日 - 栗洞信号場として再開業。
- 2021年12月28日：中央線複線電鉄化に伴う線路移設により廃止。

## 隣の駅
韓国鉄道公社
中央線
乾川駅 - 牟梁駅 - 栗洞信号場 - 西慶州駅